# Jacques Fort
Jacques Fort (ur. 16 stycznia 1938 w Bordeaux, zm. 5 lutego 2018 w Bergerac) – francuski rugbysta grający na pozycji wspieracza, dwukrotny mistrz kraju w 1965 i 1966 z Agen, reprezentant kraju, zwycięzca Pucharu Pięciu Narodów z 1967.
Grać w rugby zaczął w juniorskich zespołach klubu US Bergerac. Związał się następnie z Agen, z którym triumfował w mistrzostwach kraju w sezonach 1964/1965 i 1965/1966. Po czterech sezonach powrócił do klubu US Bergerac, któremu pomógł w awansie do najwyższej klasy rozgrywkowej w 1969 roku. Karierę sportową zakończył w 1972 roku, choć jeszcze dwa lata później pojawił się na boisku w barwach USB.
W 1967 roku dla francuskiej reprezentacji rozegrał siedem testmeczów, także jako kapitan. Zadebiutował w marcu przeciwko Włochom, w kolejnym miesiącu zagrał w dwóch spotkaniach zwycięskiego Pucharu Pięciu Narodów, a następnie w rozegranej na przełomie lipca i sierpnia wyjazdowej serii czterech meczów ze Springboks.